# Maharashtra Cricket Association Stadium
Il Maharashtra Cricket Association Stadium è uno stadio indiano di cricket situato nella città di Pune, nello stato federato del Maharashtra.

## Storia
La Maharashtra Cricket Association decise di costruire uno stadio di suo proprietà a seguito delle molteplici dispute con l'amministrazione cittadina sulla ripartizione degli introiti del Nehru Stadium. Il casus belli definitivo è stata l'impossibilità di organizzare un incontro internazionale tra India e Sri Lanka, inizialmente allocato a Pune e in seguito spostato a Calcutta a causa dei sopracitati problemi.
I lavori iniziarono nel 2007 con una fine prevista nel 2010, ma andarono molto a rilento a causa dei molteplici problemi e lo stadio venne inaugurato con due anni di ritardo lavori non ancora del tutto ultimati. Attualmente lo stadio risulta ancora incompleto in quanto il progetto originario prevedeva la copertura per tutti i posti a sedere, mentre il 75% risulta ancora privo di tetto. 
Durante la fase dei lavori lo stadio venne chiamato anche Subrata Roy Sahara Stadium a causa dell'acquisto dei diritti del nome da parte del conglomerato indiano Sahara India Pariwar, tuttavia è stato definitivamente battezzato col nome attuale in seguito alle inadempienze nei pagamenti del title sponsor.
Il 23–25 febbraio 2017 ha ospitato il primo test match della sua storia tra i padroni di casa e l'Australia. Nel corso degli anni è stato sede degli incontri domestici di diverse squadre: Pune Warriors India (2012–2013), Kings XI Punjab (2015), Rising Pune Supergiant (2016–2017), Chennai Super Kings (2018-2019). Nel 2023 è stato uno degli impianti sede della coppa del mondo di quell'anno.